# Roman Hájek (novinář)
Roman Hájek (* 16. května 1988, Kladno) je propagátor města Kladna, nakladatel, marketingový konzultant, kulturní aktivista, zakladatel neziskové organizace a nakladatelství Halda, od r. 2022 zastupitel Statutárního města Kladna.

## Životopis
Po vystudování kladenského gymnázia vystudoval bakalářský obor žurnalistika na Fakultě sociálních věd Univerzity Karlovy a následně magisterský obor mediální studia. V letech 2012–2015 působil na Fakultě sociálních věd Univerzity Karlovy jako administrativní pracovník a poté jako odborný asistent, v akademickém výzkumu se zaměřoval na problematiku politické komunikace. V letech 2014–2015 byl editorem projektu European Journalism Observatory. Od roku 2016 působil jako konzultant, copywriter a projektový manažer v brandingové agentuře AnFas.
V letech 2006 až 2013 publikoval v regionálních periodicích (alternativní kulturní revue Kladno Záporno, Kamelot).
Od roku 2012 se angažuje v neziskové organizaci Halda, která se zaměřuje na rozvoj kulturního života v městě Kladně a publikování knih s regionální tematikou.
V letech 2016–2020 se podílel jako kurátor (společně s Alexandrem Němcem) na vybudování Muzea věžáků Kladno, které představuje architekturu kladenských věžových domů.
V roce 2022 vedl v komunálních volbách kandidátku koalice Opravíme Kladno (Česká pirátská strana a STAN), která získala 13,74 % hlasů, a stal se členem městského zastupitelstva.
Od 1. ledna 2023 je ředitelem Středočeské vědecké knihovny v Kladně.

## Dílo

### Jako autor
- HÁJEK, Roman, ed. Kladenská sametová. Vyd. 1. Kladno: Halda, 2019. 83+144 stran. ISBN 978-80-907236-3-4
- NĚMEC, Alexandr a HÁJEK, Roman. Sídliště Kladno-Rozdělov: historie, architektura, urbanismus a všední život. 1. vyd. Kladno: Halda, 2018. 299 stran. ISBN 978-80-907236-0-3
- POSPÍŠIL, Zdeněk; BAĎURA, František; HÁJEK, Roman. Paměť Podprůhonu: Historie, příběhy a lidé kladenské dělnické čtvrti. 1. vyd. Kladno: Halda, 2019. 264 s. ISBN 978-80-907236-5-8.
- HANKE, Jiří a HÁJEK, Roman, ed. Kladnu pod kůží. Vyd. 1. Kladno: Halda, 2013. 48 s. , [106] s. obr. příl. ISBN 978-80-905223-2-9

### Jako překladatel
- EISSLER, Trevor. Nadšení pro Montessori: jak neuhasit plamínek uvnitř našich dětí. Překlad Roman Hájek a Thomas Prentis. Vyd. 1. Praha: Montessori ČR, 2021. 203 stran. ISBN 978-80-906627-6-6
- NEUMEIER, Marty. Brand Flip. Vyd. 1. Praha: AnFas, 2018. 146 stran. ISBN 978-80-906774-0-1
- MCQUAIL, Denis. Žurnalistika a společnost. Překlad Roman Hájek a Alice N. Tejkalová. Vyd. 1. Praha: Univerzita Karlova, nakladatelství Karolinum, 2016. 254 stran. ISBN 978-80-246-3093-9.